# Kastor i Polideuk
Kastor i Polideuk (grč. Κάστωρ, Kástôr; Πολυδεύκης, Polydeúkês) u grčkoj mitologiji blizanci su, Ledini sinovi te Helenina i Klitemnestrina braća. Poznati su i kao Dioskuri (Διόσκουροι, Dióskouroi).

## Etimologija
Kastorovo grčko ime znači "dabar", a Polideukovo "vrlo drag". Njihovo zajedničko ime Dioskuri u prijevodu sa starogrčkog označava božje (Zeusove) sinove.

## Grčka mitologija

### Rođenje
Zovu se Dioskuri da bi se označilo da su Zeusovi sinovi. Ima više legenda o njihovu porijeklu, uključujući i porijeklo njihovih sestara, a najpoznatija je ona po kojoj se Zeus prerušio u labuda i zaveo Ledu, koja je zatim snijela dva jaja iz kojih su se izlegla njih dvojica. Druga inačica mita donosi da im je Ledin smrtni muž Tindar bio otac.
Po nekim su pričama besmrtni kao bogovi, po drugima (Ilijada) smrtnici. Jedino što je stalno u svim inačicama jest da ako je jedan besmrtan, to je Polideuk. U Homerovoj Ilijadi Helena gleda sa zidina Troje i pita se zašto ne vidi braću među Ahejcima. Homer zatim govori da su obojica već mrtvi i pokopani u Lakedemonu, svojoj domovini, a to pak govori da su bili smrtni.

### Život
Kad su Tezej i Pirit oteli njihovu sestru Helenu, Kastor i Polideuk spasili su je i oteli Tezejevu majku Etru da bi se osvetili. Također su se pridružili Jazonu i Argonautima na njihovu putovanju na kojem je Polideuk ubio kralja Amika u šakačkom meču. Naime, Polideuk je bio dobar šakač, a Kastor jahač.
Kad je kraljica Astidameja uvrijedila Peleja, blizanci su mu pomogli razrušivši njezin grad Iolkos (grč. Ιωλκός, Iôlkós) u Tesaliji.
Kastor i Polideuk oteli su i oženili Febu i Hileiru, Leukipove kćeri. Ida i Linkej, Leukipovi nećaci, ubili su potom Kastora. Polideuku je Zeus dao besmrtnost koju je on potom molio za svoga brata Kastora. To ide u korist tvrdnje da je Polideuk bio Zeusov sin, a da je Kastor bio Tindarov. Na posljetku su braća uznesena na Olimp.

## Rimska mitologija
Rimska mitologija odaje mnogo veće poštovanje Kastoru (Castore). Latinsko Polideukovo ime glasi Poluks (Pollux).
Njihov se dan slavio 15. srpnja, a hram im je stajao na rimskom forumu.

## Zviježđa
Zviježđe Blizanaca (Gemini) predstavlja njih dvojicu, pa se njegove dvije najsvjetlije zvijezde zovu Kastor i Poluks (α i β Geminorum). Drevni ih izvori vežu i uz jutarnju i večernju zvijezdu.

## Vanjske poveznice
- Dioskuri u klasičnoj literaturi i umjetnosti